# Funvic Brasilinvest-São José dos Campos/2014
Deze pagina geeft een overzicht van de Funvic Brasilinvest-São José dos Campos wielerploeg in  2014.

## Renners
| Naam                                      | Geboortedatum    | Nationaliteit | Ploeg 2013               |
| ----------------------------------------- | ---------------- | ------------- | ------------------------ |
| André Almeida                             | 21 januari 1993  | Brazilië      | Barueri-Penks-New Millen |
| José Braga                                | 21 januari 1993  | Brazilië      |                          |
| Otávio Bulgarelli (vanaf 05/04 tot 30/06) | 15 oktober 1984  | Brazilië      |                          |
| Flavio Cardoso (tot 06/04)                | 12 oktober 1980  | Brazilië      |                          |
| Francisco Chamorro                        | 7 augustus 1981  | Argentinië    |                          |
| Alex Diniz                                | 20 oktober 1985  | Brazilië      |                          |
| Felipe Fialho                             | 22 augustus 1992 | Brazilië      | Neo                      |
| Antonio Garnero (vanaf 20/03)             | 17 augustus 1983 | Brazilië      |                          |
| Carlos Manarelli                          | 13 februari 1989 | Brazilië      |                          |
| Magno Nazaret                             | 17 januari 1986  | Brazilië      |                          |
| Pedro Nicácio                             | 13 oktober 1981  | Brazilië      |                          |
| Lucas Pereira                             | 20 januari 1990  | Brazilië      | Neo                      |
| Roberto Pinheiro                          | 9 januari 1983   | Brazilië      | Neo                      |
| Kleber Ramos                              | 24 augustus 1985 | Brazilië      | Clube DataRo de Ciclismo |
| Bruno Ribeiro (vanaf 30/06)               | 17 december 1992 | Brazilië      | Neo                      |
| Wilson Rincón (vanaf 24/07)               | 17 maart 1987    | Colombia      | EPM-UNE                  |
| Óscar Sánchez (tot 30/06)                 | 14 mei 1985      | Colombia      | Geen                     |
| Alan Santos                               | 25 januari 1993  | Brazilië      |                          |
| Douglas Santos (tot 24/07)                | 16 februari 1989 | Brazilië      |                          |
| Juan Tamayo                               | 23 mei 1988      | Colombia      | Geen                     |

## Overwinningen
| Wedstrijd                          | Datum              | Categorie | Winnaar           |
| ---------------------------------- | ------------------ | --------- | ----------------- |
| 1e etappe Ronde van Brazilië       | 9 februari 2014    | 2.2       | Flavio dos Santos |
| 2e etappe Ronde van Brazilië       | 10 februari 2014   | 2.2       | Juan Tamayo       |
| 3e etappe Ronde van Brazilië       | 11 februari 2014   | 2.2       | Magno Nazaret     |
| 4e etappe Ronde van Brazilië (ITT) | 12 februari 2014   | 2.2       | Magno Nazaret     |
| Eindklassement Ronde van Brazilië  | 9-16 februari 2014 | 2.2       | Magno Nazaret     |
| 2e etappe Volta Rio Grande do Sul  | 10 april 2014      | 2.2       | Óscar Sánchez     |
| 2e etappe Ronde van Paraná         | 24 april 2014      | 2.2       | Carlos Manarelli  |
| 3e etappe Ronde van Paraná         | 25 april 2014      | 2.2       | Carlos Manarelli  |
| Eindklassement Ronde van Paraná    | 27 april 2014      | 2.2       | Carlos Manarelli  |
| Braziliaans kampioenschap (ITT)    | 27 juni 2014       | CN        | Pedro Nicácio     |
| Braziliaans kampioenschap          | 28 juni 2014       | CN        | Antonio Garnero   |

2010 · 2011 · 2012 · 2013 · 2014 · 2015 · 2016